# Athos De Luca
Athos De Luca (Siena, 15 novembre 1946) è un politico italiano, senatore della Repubblica nella XIII legislatura Italiana.

## Biografia
Nato a Siena in Toscana, ma vive a Roma, dove lavora come insegnante, nel 1985 viene eletto consigliere comunale a Civitavecchia, mentre alle elezioni amministrative del 1987 diventa consigliere provinciale a Roma e assessore per la Lista Verde, restando in carica fino al 1990 sotto la giunta della comunista Maria Antonietta Sartori.
Alle elezioni amministrative del 1989 viene eletto consigliere comunale a Roma per la Federazione delle Liste Verdi, carica a cui viene riconfermato alle amministrative del 1993 con la Federazione dei Verdi fino al 1997.
Alle elezioni politiche del 1994 si candida alla Camera dei deputati nel collegio uninominale di Roma-Gianicolense, sostenuto dalla coalizione di centro-sinistra Alleanza dei Progressisti in quota Verdi, ma ottiene il 41,3% dei voti e viene sconfitto dal candidato della coalizione di centro-destra Polo del Buon Governo, in quota forzista, Maurizio Bertucci col 43,31%.
Alle politiche del 1996 viene eletto al Senato della Repubblica nel collegio uninominale di Roma-Ostiense, sostenuto dalla coalizione di centro-sinistra L'Ulivo in quota Verdi, rimanendo in carica fino al 2001.
Alle elezioni amministrative del 2008 viene rieletto consigliere comunale a Roma per il Partito Democratico, venendo poi riconfermato nel 2013, rimanendo in carica fino all'autunno 2015, con la decaduta del sindaco Ignazio Marino.
Nel 2017 viene candidato dal PD alla presidenza del Municipio X di Roma. Ottiene il 14,3%, venendo eletto consigliere municipale.
Nell'autunno 2019 aderisce ad Italia Viva, partito fondato da Matteo Renzi di stampo liberale e centrista.
Ha suscitato polemiche la sua foto nel seggio per le elezioni amministrative del 2021 in cui mostra il suo voto per Carlo Calenda in violazione della legge («è punito con l'arresto da tre a sei mesi e con l'ammenda da 300 a 1000 euro», legge 96/2008).